# وحید نجفی دمیرچی
وحید نجفی دمیرچی (زاده ۲۷ بهمن ۱۳۷۲ در تهران) بازیکن فوتبال ایرانی است که در باشگاه فوتبال سپاهان اصفهان در لیگ برتر بازی می‌کرد.